# Substància grisa
La substància grisa es troba a l'interior de l'encèfal i més concretament a la capa externa del cervell i a la interna de la medul·la espinal. Està formada pel conjunt de cossos cel·lulars i dendrites de les neurones. La substància grisa es distingeix de la substància blanca perquè conté nombrosos cossos cel·lulars i relativament pocs axons mielinitzats, mentre que la substància blanca conté relativament pocs cossos cel·lulars i es compon principalment d'axons mielinitzats de llarg abast.